# 117435 Северочоа
117435 Северочоа (117435 Severochoa) — астероїд головного поясу, відкритий 14 січня 2005 року.
Тіссеранів параметр щодо Юпітера — 3,333.
Названо на честь Северо Очоа (ісп. Severo Ochoa de Albornoz, 1905-1993) — іспано-американського біохіміка. Удостоєний в 1959 Нобелівській премії з фізіології і медицини (спільно з А.Корнбергом) за відкриття механізму біосинтезу нуклеїнових кислот.